# つり人社
株式会社つり人社（つりびとしゃ）は、東京都千代田区神田神保町に所在している日本の出版社。「釣り人社」という表記は誤記。

## 概要

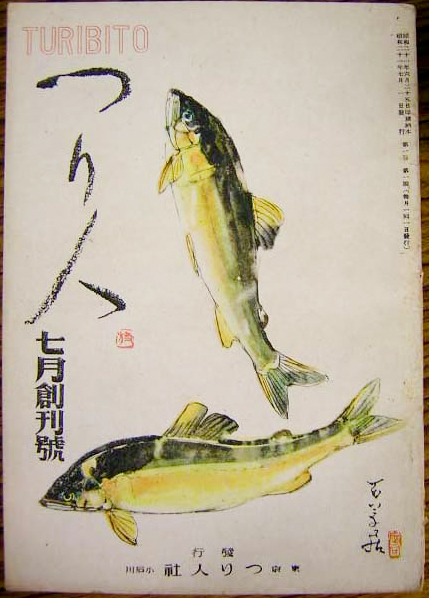
『つり人』創刊号の表紙

1946年、佐藤垢石により創立し、月刊『つり人』を創刊する。1949年3月1日、竹内始萬により設立。その後は小口修平、鈴木康友、山根和明が社長に任命し現在に至る。その間、1986年に「Basser」、1988年8月に「FlyFisher」といった釣り専門誌を創刊する。また1988年4月にはセルビデオの販売、1991年9月には「つり人ノベルズ」を発売する。
現在は釣りに関する雑誌や書籍の刊行をはじめ、Webサイト制作、テレビ番組企画制作、YouTubeつり人チャンネルの運営など様々なメディアで釣りの魅力を伝えている。

## 沿革
- 1946年7月：『月刊つり人』創刊[3]
- 1985年：つり人別冊として『鮎釣り』『渓流』創刊[3]
- 1986年：バスフィッシング専門誌『Basser』創刊[3]
- 1988年：フライフィッシング専門誌『FlyFisher』創刊、釣りビデオ(VHS)の制作・販売を開始[3]
- 1991年：つり人ノベルズ創刊
- 1998年：北海道の総合釣り雑誌『North Angler's』創刊、ホームページ「TSURIBITO Web」開設、つり人社ビルを千代田区神田神保町に竣工[3]
- 2000年：ケータイ釣りサイト「釣りキング」開設[3]
- 2003年：ヘラブナ釣り専門誌『ボーバー』創刊[3]
- 2004年：釣りDVDの制作・販売を開始[3]
- 2007年：コイ釣り専門誌『CarpFishing』創刊[3]
- 2009年：トラウトルアー専門誌『鱒の森』創刊[3]
- 2013年：つり人社ホームページリニューアル[3]

## 雑誌
- 『つり人』 - 月刊[1]
- 『Basser』 - 月刊[1]
- 『FlyFisher』 - 季刊[1]
- 『North Angler's』 - 年10回刊[1]
- 『ボーバー』 - 隔月刊[1]
- 『鱒の森』 - 隔月刊[1]
- 『Lure Paradise九州』 - 隔月刊[1]
- つり人増刊『渓流』『SEABASS Life』[1]
- つり人別冊『鮎釣り』『鮎マスターズ』『CarpFishing』など[1]